# Jurij Mykołajenko
Jurij Petrowycz Mykołajenko, ukr. Юрій Петрович Миколаєнко, ros. Юрий Петрович Миколаенко, Jurij Pietrowicz Mikołajenko (ur. 28 września 1965 we wsi Zubary, w obwodzie kijowskim, Ukraińska SRR) – ukraiński piłkarz, grający na pozycji napastnika, trener piłkarski.

## Kariera piłkarska

### Kariera klubowa
Wychowanek klubu Dynamo Kijów. W 1983 rozpoczął karierę piłkarską w kijowskim farm klubie Dynamo Irpień. W 1986 został piłkarzem Nywy Tarnopol, ale w 1987 powrócił do Dynama Irpień, który potem zmienił lokalizację na Białą Cerkiew. Latem 1990 przeszedł do Tyrasu Tyraspol, który zimą zmienił nazwę na Tiligul. Po roku powrócił do drużyny z Białej Cerkwi.Latem 1992 otrzymał zaproszenie do wyższoligowego klubu Metalist Charków. Na początku 1993 zgodził się na propozycję trenera Juchyma Szkolnykowa na przejście do Nywy Winnica. Po zakończeniu sezonu 1992/93 klub zdobył awans do Wyższej Ligi, a piłkarz został królem strzelców drużyny. Potem grał na zasadach wypożyczenia w klubach Systema-Boreks Borodzianka, Krywbas Krzywy Róg i SK Mikołajów. Latem 1996 wyjechał do Uzbekistanu, gdzie bronił barw FK Kosonsoy, ale już we wrześniu powrócił do Ukrainy i potem występował w klubie Polihraftechnika Oleksandria. Latem 1998 przeszedł do Metałurha Nikopol. W sierpniu 1999 przeniósł się do Zirki Kirowohrad. Podczas przerwy zimowej sezonu 1999/2000 powrócił do rodzimej Białej Cerkwi, gdzie zakończył karierę piłkarza w drugoligowym zespole Rihonda Biała Cerkiew.

### Kariera reprezentacyjna
Występował w składzie młodzieżowej reprezentacji ZSRR.

## Kariera trenerska
Po zakończeniu kariery piłkarza rozpoczął pracę szkoleniowca. Pomagał trenować młodzież w Szkole Futbolowej Dynamo Kijów. Był powoływany na mecze pokazowe zespołów seniorów Dynama Kijów.

## Sukcesy i odznaczenia

### Sukcesy piłkarskie
Nywa Winnica
- mistrz Ukraińskiej Pierwszej Ligi: 1992/93